# The Lost Symbol (Fernsehserie)
The Lost Symbol ist eine US-amerikanische Thriller-Krimiserie, die auf Peacock ausgestrahlt wurde. Es handelt sich um eine Serienadaption des Romanes Das verlorene Symbol von Dan Brown, in der Ashley Zukerman die Hauptrolle des Robert Langdon übernahm.

## Handlung
Als der Mentor des Harvard-Symbologen Robert Langdon entführt wird, findet sich der junge Professor in einer Serie von tödlichen Rätseln wieder. Die CIA zwingt ihn daraufhin, in einer Taskforce zu agieren, wo er eine große Verschwörung aufdeckt.

## Produktion
Im September 2018 begann bei Imagine TV die Entwicklungsphase einer Serie basierend auf dem von Dan Brown verfassten Roman Das verlorene Symbol mit der Hauptfigur Robert Langdon. Im Juni 2019 sicherte sich NBC die Produktions- und Ausstrahlungsrechte, wobei Imagine TV, CBS Television Studios und Universal Television als Co-Produktionsunternehmen fungieren sollen. Die Serie soll von Daniel Cerone entwickelt werden, der gemeinsam mit Brown, Ron Howard, Francie Calfo, Samie Falvey, Anna Culp und Brian Grazer auch als Executive Producer tätig ist. Ähnlich wie beim Film Illuminati, der nach The Da Vinci Code – Sakrileg spielt, dessen Romanvorlage allerdings vor Sakrileg angesiedelt ist, soll die Serienadaption der Sakrileg-Fortsetzung als Prequel umgesetzt werden und dabei eine junge Version von Robert Langdon begleiten. Im Januar 2020 wurde von offizieller Seite eine Pilotfolge in Auftrag gegeben, die von Dan Dworkin und Jay Beattie geschrieben und im Sommer 2020 von Dan Trachtenberg in Toronto gedreht wurde. Nur wenig später wurde Ashley Zukerman für die titelgebende Hauptrolle verpflichtet. Im Juni 2020 schlossen sich Eddie Izzard und Valorie Curry der Besetzung an. Wenige Tage später folgten die Verpflichtungen von Sumalee Montano, Rick Gonzalez und Beau Knapp.
Im März 2021 gab der zu NBC gehörende Streamingdienst Peacock grünes Licht für eine Umsetzung der Serie.
Ein Trailer zur Serie wurde am 17. Mai 2021 veröffentlicht und enthüllte den Originaltitel The Lost Symbol, nachdem zuvor ausschließlich mit dem Namen Langdon über die Produktion berichtet wurde. Nach nur einer Staffel wurde die Serie beendet.